# Song Dong

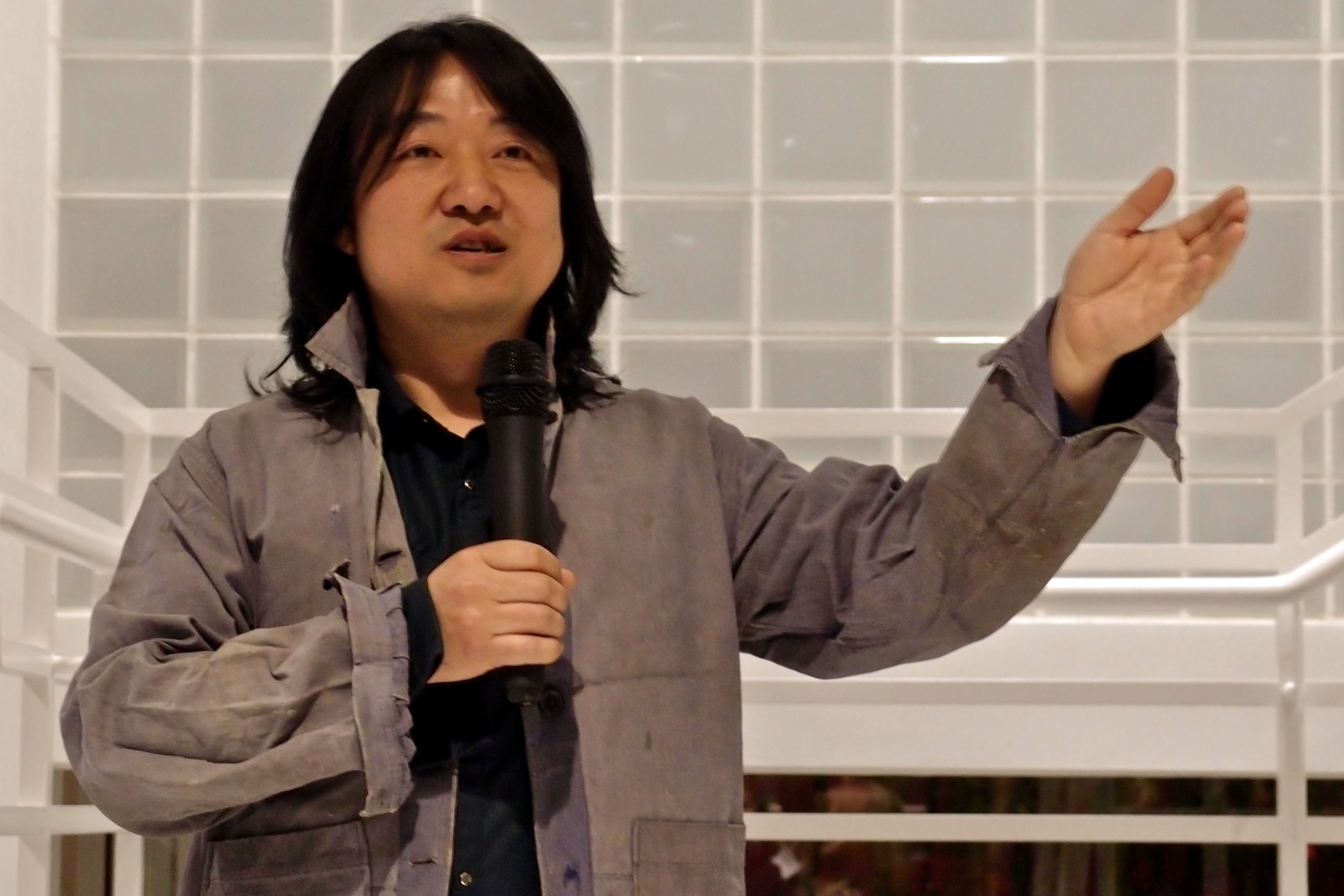
Song Dong in 2011

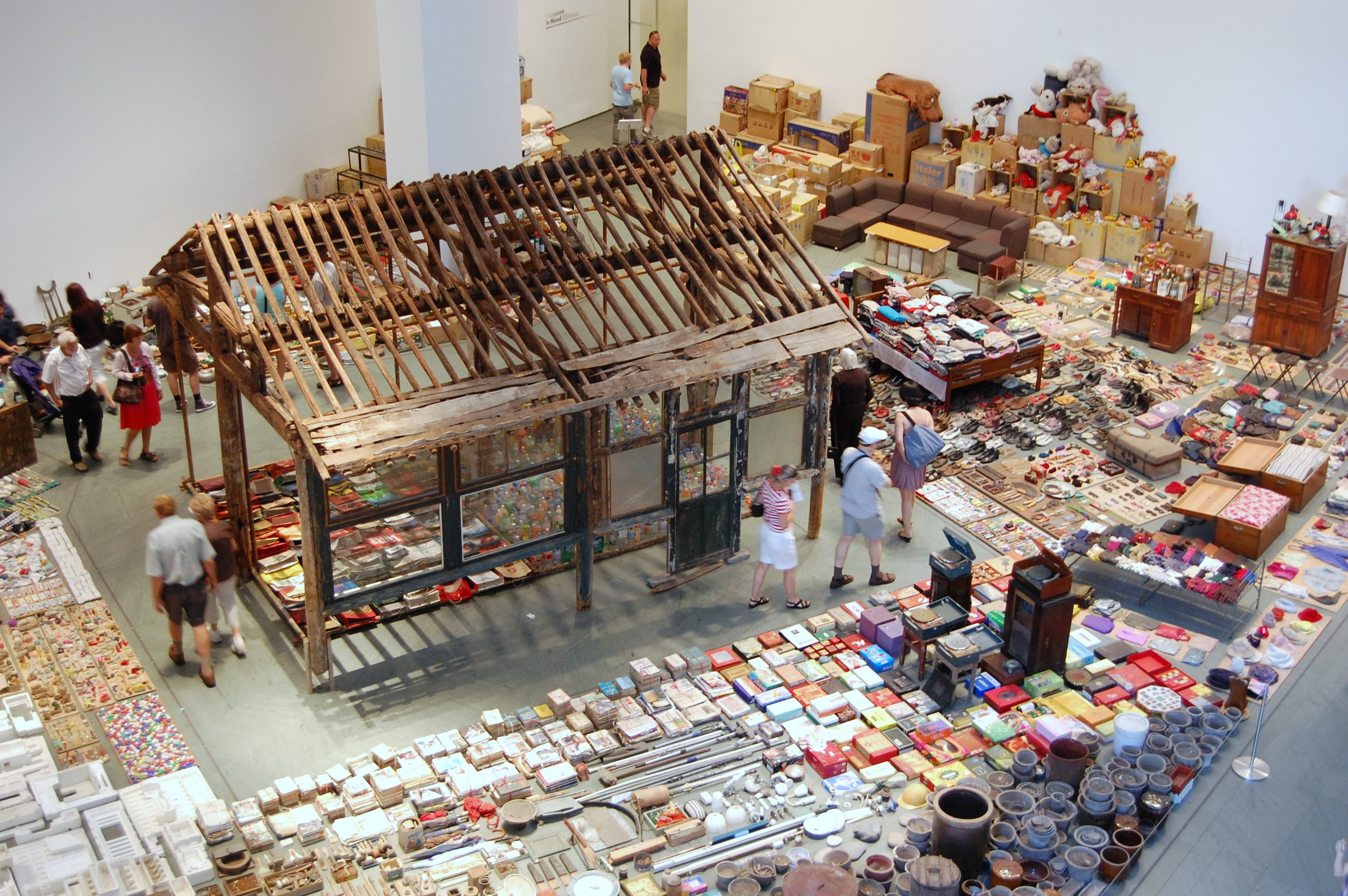
Waste Not

Song Dong (1966) is een Chinese kunstenaar wiens werken in het teken staan van de maatschappelijke veranderingen in het hedendaagse China. 
Een bekende tentoonstelling van hem is genaamd Waste Not, waarbij hij 10.000 voorwerpen toont die eigenlijk afval zijn maar die zijn moeder weigerde weg te gooien. Tijdens de Culturele Revolutie in China was zij straatarm geweest en had ze allerlei alledaagse voorwerpen verzameld, variërend van doppen en schaaltjes tot plastic zakken. Waste Not was in 2016 o.a. in het Groninger Museum te zien.
- Auckland Art Gallery Toi o Tāmaki: 7559
- Gemeinsame Normdatei: 133820645
- International Standard Name Identifier: 0000 0001 1491 3570
- Library of Congress Control Number: nr2003011089
- Nationale Bibliotheek van Tsjechië: xx0303668
- Nationale Bibliotheek van Israël: 987007378863805171
- Nederlandse Thesaurus van Auteursnamen: 400879190
- PIC: 292817
- RKD-Nederlands Instituut voor Kunstgeschiedenis: 225693
- SNAC: w6dv5489
- Système universitaire de documentation: 087669315
- Union List of Artist Names: 500125596
- Virtual International Authority File: 47963090
- WorldCat: E39PBJk8Yjg4dQbtJh768vtYfq